# سازندگی
سازندگی روزنامهٔ سیاسی متعلق به حزب کارگزاران سازندگی ایران است. سازندگی نخستین‌بار در سال ۱۳۹۶ با سردبیری محمد قوچانی منتشر شد و از بهمن ۱۴۰۰ به سردبیری اکبر منتجبی منتشر می‌شود. این روزنامه ارگان مطبوعاتی حزب کارگزاران سازندگی ایران است و تحت حمایت مالی این حزب اصلاح‌طلب فعالیت می‌کند. این روزنامه در اسفند ۱۴۰۱ برای ده روز توقیف شد.

## فعالیت
روزنامه سازندگی فعالیت خود را در سال ۱۳۹۶ آغاز کرد. نخستین سردبیر این روزنامه محمد قوچانی روزنامه‌نگار شناخته شده بود که ضمناً به عضویت حزب کارگزاران هم درآمده بود. روزنامه سازندگی یک روزنامه سیاسی است که از حیث گرایش سیاسی در زمره روزنامه‌های اصلاح‌طلب قرار می‌گیرد و از آنجایی که ارگان حزب کارگزاران است، نحوهٔ پوشش اخبار و گزارش بازتابنده مواضع حزب کارگزاران است. سازندگی در دوران ریاست جمهوری حسن روحانی از حامیان دولت وقت بود و همان نقش روزنامه کیهان یا خبرگزاری فارس در دفاع و حمایت از سید علی خامنه‌ای ایفا می‌کند. قوچانی سردبیر کارگزاران، رئیس دفتر نشر آثار حسن روحانی و هم عضو شورای اطلاع‌رسانی رئیس‌جمهوری بود. در آبان ۱۳۹۸ سازندگی مانند سایر روزنامه‌های اصلاح‌طلب به اعتراضات آن ماه نپرداخت و سردبیر آن در مصاحبه‌ای با خبرگزاری تسنیم از سرکوب معترضان و افزایش قیمت بنزین دفاع کرد.
در آبان ۱۴۰۰ محمد قوچانی از سردبیری روزنامه سازندگی استعفا کرد و انتشار روزنامه دو ماه متوقف شد. اما پس از دو ماه با سردبیری اکبر منتجبی انتشارش را از سر گرفت. شمارگان سازندگی را انصاف نیوز به نقل از قوچانی ۸٫۰۰۰ نسخه نوشته‌است. این روزنامه در اسفند ۱۴۰۱ از سوی هیئت نظارت بر مطبوعات توقیف شد. به گزارش روزنامهٔ اینترنتی فراز، دلیل توقیف آن اعلام تیتر گران شدن گوشت بود که بعداً از سوی دادسرای فرهنگ و رسانه تأیید شد. این روزنامه بعد از ده روز انتشار خود را از سر گرفت.

## کارها
- سازندگی اردیبهشت ۱۴۰۲ گزارشی نوشت از مزایده ۱۹ بنای اثر تاریخی ایرانی.[۱۰]